# سلامة بن عياض الكفرطابي
أبو الخير سلامة بن عياض بن أحمد الكفرطابي (ت. 534 هـ / 1139 م) هو عالم بالعربية.
نسبته إلى بلدة كفرطاب. زار مصر و بغداد و إيران و توفي بحلب. من آثاره «التذكرة» في النحو، وتقع في عشر مجلدات، و «ما تلحن فيه العامة» و رسالة في «فضل العربية والحض على تعليمها».